# Bette Cooper
Pour les articles homonymes, voir Cooper.
Elizabeth "Bette" Cooper-Moore, née le 11 août 1920 à Hackettstown dans le New Jersey aux États-Unis, est couronnée, en son absence, Miss America 1937. Elle participe au concours de beauté en tant que Miss Bertrand Island (en), représentante d'un parc d'attractions du lac Hopatcong (en). Après son titre, elle fait du mannequinat et des apparitions dans les années qui suivent son titre, mais elle a longtemps évité tout lien ou implication avec Miss America.
Michael Callahan a écrit un roman à clef, sur Bette Cooper, ayant pour sujet sa disparition lors du concours, intitulé The Night She Won Miss America (2017).
Elle meurt le 10 décembre 2017 à Greenwich dans le Connecticut, à l'âge de 97 ans.

### Source de la traduction
- (en) Cet article est partiellement ou en totalité issu de l’article de Wikipédia en anglais intitulé « Bette Cooper » (voir la liste des auteurs).